# Oserjany (Pryluky)
Oserjany (ukrainisch Озеряни; russisch Озеряны Oserjany) ist ein Dorf im Südosten der ukrainischen Oblast Tschernihiw mit etwa 1400 Einwohnern (2023).
Das in der Mitte des 17. Jahrhunderts gegründete Dorf liegt 15 km östlich vom ehemaligen Rajonzentrum Warwa sowie etwa 200 km südöstlich vom Oblastzentrum Tschernihiw.
Am 12. Juni 2020 wurde das Dorf ein Teil der Siedlungsgemeinde Warwa, bis dahin bildete es zusammen mit den Dörfern Beriska (Берізка) und Tonka (Тонка) die gleichnamige Landratsgemeinde Oserjany (Озерянська сільська рада/Oserjanska silska rada) im Osten des Rajons Warwa.
Am 17. Juli 2020 kam es im Zuge einer großen Rajonsreform zum Anschluss des Rajonsgebietes an den Rajon Pryluky.